# Minami Torishima
Minami Torishima (南鳥島?) o Isla Marcus es una isla aislada localizada al noroeste del océano Pacífico. El significado en japonés es "Isla de los pájaros del sur". Posee un área de 1,2 km². Es el territorio más oriental de Japón a 1848 km al sudeste de Tokio, y a 1267 km al este de la isla japonesa más cercana, Minami Iōjima en las Islas Ogasawara, y forma una línea entre Tokio y la Isla Wake, que está a 1415 km al estesudeste. La isla más cercana es Farallón de Pájaros en las Islas Marianas, que está a 1021 km al oesudoeste.
La isla fue descubierta por el capitán español Andrés de Arriola en 1694, en el viaje de retorno desde Manila a Acapulco, pero su localización no fue registrada hasta el siglo XIX. Es mencionada por primera vez en 1864, dando una posición por una nave de observación de los Estados Unidos en 1874 y en 1879, Kiozaemon Saito pisó tierra. Japón oficialmente reclamó la isla el 19 de julio de 1898.
Durante la Segunda Guerra Mundial 4000 soldados japoneses estuvieron estacionados en la isla, la cual fue atacada por la Marina de los Estados Unidos en 1943, sin conseguir su rendición u ocupación.
La isla es usada en la actualidad para la observación meteorológica y tiene una pequeña estación de radio. 
Administrativamente forma parte de las Islas Ogasawara en Japón.

## Clima
| Parámetros climáticos promedio de Minami Torishima, Tokio, Japón | Parámetros climáticos promedio de Minami Torishima, Tokio, Japón | Parámetros climáticos promedio de Minami Torishima, Tokio, Japón | Parámetros climáticos promedio de Minami Torishima, Tokio, Japón | Parámetros climáticos promedio de Minami Torishima, Tokio, Japón | Parámetros climáticos promedio de Minami Torishima, Tokio, Japón | Parámetros climáticos promedio de Minami Torishima, Tokio, Japón | Parámetros climáticos promedio de Minami Torishima, Tokio, Japón | Parámetros climáticos promedio de Minami Torishima, Tokio, Japón | Parámetros climáticos promedio de Minami Torishima, Tokio, Japón | Parámetros climáticos promedio de Minami Torishima, Tokio, Japón | Parámetros climáticos promedio de Minami Torishima, Tokio, Japón | Parámetros climáticos promedio de Minami Torishima, Tokio, Japón | Parámetros climáticos promedio de Minami Torishima, Tokio, Japón |
| Mes                                                              | Ene.                                                             | Feb.                                                             | Mar.                                                             | Abr.                                                             | May.                                                             | Jun.                                                             | Jul.                                                             | Ago.                                                             | Sep.                                                             | Oct.                                                             | Nov.                                                             | Dic.                                                             | Anual                                                            |
| ---------------------------------------------------------------- | ---------------------------------------------------------------- | ---------------------------------------------------------------- | ---------------------------------------------------------------- | ---------------------------------------------------------------- | ---------------------------------------------------------------- | ---------------------------------------------------------------- | ---------------------------------------------------------------- | ---------------------------------------------------------------- | ---------------------------------------------------------------- | ---------------------------------------------------------------- | ---------------------------------------------------------------- | ---------------------------------------------------------------- | ---------------------------------------------------------------- |
| Temp. máx. abs. (°C)                                             | 29.7                                                             | 29.0                                                             | 30.2                                                             | 31.9                                                             | 34.0                                                             | 35.0                                                             | 35.6                                                             | 34.7                                                             | 35.3                                                             | 33.5                                                             | 34.2                                                             | 31.6                                                             | 35.6                                                             |
| Temp. máx. media (°C)                                            | 24.6                                                             | 24.3                                                             | 25.3                                                             | 27.1                                                             | 29.0                                                             | 31.0                                                             | 31.3                                                             | 31.0                                                             | 30.9                                                             | 30.2                                                             | 28.7                                                             | 26.7                                                             | 28.3                                                             |
| Temp. media (°C)                                                 | 22.4                                                             | 21.8                                                             | 22.5                                                             | 24.3                                                             | 26.1                                                             | 28.0                                                             | 28.5                                                             | 28.4                                                             | 28.5                                                             | 27.9                                                             | 26.5                                                             | 24.5                                                             | 25.8                                                             |
| Temp. mín. media (°C)                                            | 20.3                                                             | 19.6                                                             | 20.4                                                             | 22.3                                                             | 24.1                                                             | 25.8                                                             | 26.1                                                             | 26.1                                                             | 26.4                                                             | 25.9                                                             | 24.7                                                             | 22.6                                                             | 23.7                                                             |
| Temp. mín. abs. (°C)                                             | 13.9                                                             | 13.8                                                             | 14.2                                                             | 16.4                                                             | 19.1                                                             | 20.0                                                             | 21.6                                                             | 21.8                                                             | 21.7                                                             | 20.8                                                             | 19.2                                                             | 16.7                                                             | 13.8                                                             |
| Precipitación total (mm)                                         | 69.7                                                             | 43.4                                                             | 56.0                                                             | 59.6                                                             | 100.6                                                            | 44.3                                                             | 139.8                                                            | 177.1                                                            | 94.8                                                             | 89.6                                                             | 83.0                                                             | 90.8                                                             | 1048.7                                                           |
| Días de lluvias (≥ 1 mm)                                         | 9.0                                                              | 6.2                                                              | 6.4                                                              | 6.2                                                              | 7.6                                                              | 5.6                                                              | 12.7                                                             | 14.2                                                             | 11.4                                                             | 10.1                                                             | 8.0                                                              | 9.1                                                              | 106.5                                                            |
| Horas de sol                                                     | 170.8                                                            | 179.4                                                            | 222.3                                                            | 240.2                                                            | 275.1                                                            | 311.2                                                            | 276.3                                                            | 248.1                                                            | 254.6                                                            | 250.8                                                            | 211.0                                                            | 182.3                                                            | 2822.1                                                           |
| Humedad relativa (%)                                             | 70                                                               | 70                                                               | 74                                                               | 79                                                               | 79                                                               | 77                                                               | 77                                                               | 79                                                               | 79                                                               | 78                                                               | 76                                                               | 74                                                               | 76                                                               |
| Fuente:                                                          |                                                                  |                                                                  |                                                                  |                                                                  |                                                                  |                                                                  |                                                                  |                                                                  |                                                                  |                                                                  |                                                                  |                                                                  |                                                                  |